# Athous fragariae
Athous fragariae là một loài bọ cánh cứng trong họ Elateridae. Loài này được Platia & Kovanci miêu tả khoa học năm 2005.